# Cetogeneză
Cetogeneza este procesul biochimic prin care organismele produc corpi cetonici ca urmarea a proceselor de degradare a acizilor grași a aminoacizilor cetogenici. Acest proces conferă energie anumitor organe, în special creierului, inimii și mușchilor scheletici, dar doar în anumite situații, precum în post, restricție calorică, somn,, etc. În anumite boli metabolice, gluconeogeneza insuficientă poate cauza cetogeneză și hipoglicemie, ceea ce poate duce la cetoacidoză diabetică letală.